# 진강 (홍콩의 배우)
진강(金剛, 금강, 김강, 본명(本名)은 리신차오(李信樵, 이신초), 영문명(英文名)은 King Kong, 1981년 1월 19일 ~ )은 중화민국에서 출생한 중화인민공화국 홍콩 특별행정구의 남성 영화배우, 텔레비전 연기자, 방송인이다.

## 생애
2002년 중화민국 영화 《애정령약(愛情靈藥)》으로 영화배우 첫 데뷔하였으며 이어 같은 해부터 중화민국의 텔레비전 드라마에도 출연하기 시작하였다. 그 후 직계 일가족들과 함께 중화인민공화국 홍콩 특별행정구로 이주하여 2008년 홍콩 영화 《예원(葉問)》에 출연한 것을 계기로 홍콩 영화에 진출하였고 2009년부터 홍콩의 텔레비전 드라마에도 출연하기 시작하였으며 이후 홍콩으로 전격 귀화하였고 한때 싱가포르에 초청되어 영화제의 MC를 맡았던 바 있다.